# علی‌میرزا صفوی
سلطان علی‌ یا علی میرزا (مرگ ۱۴۹۳) پسر ارشد شیخ حیدر صفوی و جانشین وی در طریقت صفویه بود. او به خون‌خواهی پدرش قیام کرد و آغازگر قیام صفویان بود که بعداً برادر کوچکش شاه اسماعیل یکم امپراتوری صفوی را بنیان‌گذاری کرد.

## زندگی
سلطان علی، فرزند ارشد شیخ حیدر و همسرش عالم شاه بیگم، نوهٔ اوزون حسن و دسپینا خاتون بود. او دو برادر به نام‌های اسماعیل و ابراهیم داشت.
علی میرزا بعد از مرگ پدرش رهبری طریقت صفویان را بر عهده گرفت و لقب سلطان را بر خود برگزید و اولین کسی بود که از خاندان صفویان لقب پادشاه (سلطان) را قبول کرد. بزرگان طریقت صفوی او را تحریک کردند تا انتقام پدرش را از خاندان آق‌قویونلو بگیرد به همین علّت سلطان یعقوب دستور داد سلطان علی را همراه با مادر و برادرانش به فارس ببرند و زندانی کنند. او به مدت چهار سال زندانی بود. تا اینکه در سال ۱۵۹۳، سلطان رستم او را آزاد کرد تا به او در شورش علیه بایسنقر میرزا کمک کند پس از آن که رستم در جنگ پیروز شد علی میرزا را تهدیدی برای حکومت خود دید به همین علّت دستور داد او و برادرهایش را دستگیر کنند اما سلطان علی از لشکر رستم فرار کرد و به اردبیل رفت. سلطان رستم دستور تعقیب آن‌ها را صادر کرد. علی میرزا برادرش اسماعیل را جانشین خود معرفی کرد و او را به اردبیل فرستاد. در نهایت سلطان علی و نیروهایش در شام‌اسبی با لشکر سلطان رستم رو به رو شدند و در نبردی که بین آن‌ها ایجاد شد سلطان علی کشته شد.
جسد سلطان علی به فرمان عالم‌شاه بیگم به اردبیل برده شد. او را در مقبره پدرش دفن کردند. برادر وی شاه اسماعیل در سال ۱۵۰۱ با شکست آخرین سلطان آق‌قویونلو، امپراتوری صفویه را تشکیل داد.